# Lorong Waktu
Lorong Waktu è una serie televisiva di fantascienza religiosa creata da Deddy Mizwar con la sceneggiatura di Wahyu H.S. e diretta da Aldisar Syafar e Deddy Mizwar stesso. Tra i personaggi principali di questa serie figurano Deddy Mizwar, Jourast Jordy, Hefri Olifian, Christy Jusung e molti altri, dietro alla produzione di Demi Gisela Citra Sinema e trasmessa poi da SCTV nel 1999 in coincidenza con il mese di Ramadan 1420 H. La serie è stata poi seguita da altri cinque sequel fino alla sua trasmissione finale nel 2006. Nel 2019, la serie è stata rifatta in un formato animato con il titolo e trasmessa regolarmente durante il Ramadan dalla stazione televisiva SCTV.
Riferendosi a diversi media, uno dei quali è Vice, questa serie è generalmente considerata la migliore serie televisiva indonesiana a tema religioso di tutti i tempi. Nel frattempo, Kompas menziona la serie Lorong Waktu come la serie religiosa più seguita dai suoi spettatori ed è considerata non essere mai passata di moda, anche se è terminata nel 2006.